# Pernettya nana
Pernettya nana là một loài thực vật có hoa trong họ Thạch nam. Loài này được Colenso mô tả khoa học đầu tiên năm 1891.